# Језеро Зама
Језеро Зама (енгл. Zama Lake)је велико језеро у округу Макензи, у северозападној Алберти, Канада.
Мајор Ернест Вилсон Хубел, главни инспектор савезног премера земљишта, је у својим теренским белешкама забележио име „река Замах” као транслитерацију имена поглавице локалног индијанског племена (Слевеј индијанци су сада познати као прва нација Дене Та' ). Географски одбор Канаде је 4. јула 1922. забележио назив „река Зама“ без објашњења за промену правописа. Чини се да је језеро названо на исти начин и име је добило 6. новембра 1944. године, Дене Та' не користе назив „Језеро Зама“, већ користе називе на језику Слевеј да идентификују језеро, неки користе К’ах Воти Туе („Главно слепо језеро“ који се односи на слепог ловца), а други користе Тулонх Миех („Где се вода завршава“).
Језеро се налази отприлике 25 km (16 mi) североисточно од језера Рејнбоу и 115 km (71 mi) западно од високог нивоа, на ушћу реке Зама у реку Хеј. Језеро покрива 55 km2 (21 sq mi) и формира замршен систем реке, језера и мочвара. Комплекс језера Хеј-Зама је Рамсарско подручје због свог значаја за мигрантске патке и гуске које га користе у пролећн и јесен. Чак 250.000 патака и гусака користи језера током јесење сеобе.
Мало село, Зама Сити, налази се отприлике 50 km (31 mi) северно од језер, а неинкорпорирана заједница Чатех у индијанском резервату Хај Лејк 209. прве нације Дене Та' такође се налази јужно од језера.